# Hans Genberg
Hans Genberg (* 1948 in Örnsköldsvik) ist ein schwedischer Wirtschaftswissenschaftler.

## Leben
Genberg ist Professor für Internationale Volkswirtschaftslehre am Graduate Institute of International Studies und am International Center for Financial Asset Management and Engineering FAME in Genf. Nach seinem Schulabschluss in Schweden studierte Genberg in den USA, wo er zunächst am Macalester College (St. Paul, Minnesota) einen Bachelor in Mathematik und dann an der University of Chicago Master und Ph.D. in Volkswirtschaftslehre erhielt.
Genberg war Gastprofessor an der Graduate Business School den Universitäten von Chicago und Lausanne und war als Gastwissenschaftler beim International Monetary Fund und bei der Weltbank. Von 1995 bis 1998 war er Direktor beim International Center for Monetary and Banking Center (ICMB) in Genf. 
Er ist verheiratet und hat zwei erwachsene Kinder.

## Ausgewählte Veröffentlichungen
- "Inflation Targeting - The Holy Grail of Monetary Policy?", Hong Kong Institute for Monetary Research Working Paper No. 2, 2002 und im Journal of Policy Reform, Vol. 5, Nr. 3, 2002, pp. 161-71.
- "Inflation in Hong Kong, SAR - in search of a transmission mechanism", (mit Laurent Pauwels), Hong Kong Institute for Monetary Research Working Paper No. 1, 2003
- mit Alexander Swoboda: "Exchange-Rate Regimes: Does What Countries Say Matter?", Graduate Institute of International Studies, 2004.
- mit Arjan Kadareja: "The Swiss Franc and the Euro" In: R. Baldwin and A. Brunetti (Hg.) Economic Impact of EU membership on Entrants, New Methods and Issues. Kluwer Academic Publishers, 2001.
- "Asset Prices, Monetary Policy and Macroeconomic Stability" In: De Economist, 141, No. 4, 2002, S. 433–53.
- mit Stephen Cecchetti und Sushil Wadhwani: "Asset Prices in a Flexible Inflation Targeting Framework" In: W. Hunter, G. Kaufman und M. Pomerleano (Hg.) Asset Price Bubbles. Cambridge: MIT Press, 2003.
- "Inflation Targeting – the Holy Grail of Monetary Policy?" In: Journal of Policy Reform, 2003
- "Currency substitution in anticipation of EU accession" In: G. von Furstenberg (Hg.) Euro and Dollarization: Forms of Monetary Union in Integrating Regions. London: CEPR.